# 希尔佩里克一世
希尔佩里克一世(539年—584年9月28日)，法兰克王国墨洛温王朝的国王（567年3月5日－584年9月28日在位）。希爾佩里克一世是克洛泰爾一世與妻子阿恩貢德的唯一兒子，查理貝爾特一世、貢特拉姆及西吉貝爾特一世的同父異母弟弟。

## 生平

### 法蘭克王國的第二次分裂
561年，父親克洛泰爾一世逝世，法蘭克王國在由他的四名仍然在世的兒子再次分裂成四份。每個兒子統治著一個獨立的王國，每個王國雖然地理上不一定是連成一片，可能包含兩個不相關的地區，而四個王國都是由一個主要城市成為首都而命名的。
- 查理貝爾特一世接管了索姆河與羅亞爾河之間的紐斯特利亞地區、阿基坦和南部-比利牛斯等地以巴黎為首都。王國主要城市包括魯昂、圖爾、普瓦捷、利摩日、波爾多、圖盧茲、卡奧爾和阿爾比（巴黎王國）
- 貢特拉姆接收勃艮第一帶為領土的王國（勃艮第王國）
- 西吉貝爾特一世以梅斯為首都統治奧斯特拉西亞（包括蘭斯）（梅斯王國）
- 希爾佩里克一世以蘇瓦松為首都統治他的四個王國中最小的王國（蘇瓦松王國）

### 與奧斯特拉西亞的糾紛
即位不久，希爾佩里克一世入侵西吉貝爾特一世分得的土地，西吉貝爾特一世將他的軍隊擊退並進攻蘇瓦松王國。西吉貝爾特一世再敗希爾佩里克一世的軍隊，並囚禁希爾佩里克一世的長子提烏德貝爾特。戰爭在567年再次爆發，當兄長查理貝爾特一世逝世，在沒有兒子繼承的情況下，三兄弟將巴黎王國分成三份，巴黎因此被保持在共有的基礎上，稅收也被分成三份。每個國王進入他人的領地，無需經過另外兩人的批准。此外，桑利斯沒有被分裂。希爾佩里克一世立即入侵西吉貝爾特一世新收的土地，但是又被西吉貝爾特一世所打敗，希爾佩里克一世其後於573年與貢特拉姆結盟對抗西吉貝爾特一世，但是不久貢特拉姆轉而與西吉貝爾特一世同盟。
約在567年，兄長西吉貝爾特一世迎娶西哥特公主奧斯特拉西亞的布倫希爾德，西哥特國王阿塔納吉爾德與其王后葛絲溫薩的幼女。因布倫希爾德的美麗與高貴，希爾佩里克一世亦拋棄第一任妻子奧多維拉，與另一個西哥特公主（也就是布倫希爾德的姐姐）加爾斯溫特成婚。可惜，希爾佩里克一世不單不願遣散自己包養的情婦，更對加爾斯溫特生厭，於是與寵妃芙蕾德貢德合謀，殺害了加爾斯溫特並與芙蕾德貢德結婚。
為了幫助妻子布倫希爾德報殺姊之仇，西吉貝爾特一世與希爾佩里克一世開戰，揭開了兩兄弟和他們的子嗣之間長達40年的戰爭。573年，西吉貝爾特一世佔領了普瓦捷及圖賴訥，侵占蘇瓦松王國大部份地區，希爾佩里克一世躲藏在圖爾奈。當西吉貝爾特一世在維特里昂納圖瓦被希爾佩里克一世的人民宣佈成為國王之際，西吉貝爾特一世被兩名為芙蕾德貢德效力的殺手刺殺身亡。
西吉貝爾特一世的兒子希爾德貝爾特二世當時只有5歲，在母親布倫希爾德攝政下繼任成為奧斯特拉西亞國王。布倫希爾德和希爾德貝爾特二世迅速尋求伯父勃艮第國王貢特拉姆的保護，而貢特拉姆最終將希爾德貝爾特二世作為自己的兒子和繼承人。希爾佩里克一世亦因此收復國土包括圖爾及瓦捷，加上阿基坦的一些地方，在希爾德貝爾特二世的幼年時代，蘇瓦松王國與在東面的奧斯特拉西亞王國並不和諧。
578年，希爾佩里克一世派出一支軍隊在維萊訥河與布列塔尼統治者瓦羅克二世。法蘭克人軍隊包括普瓦圖、圖賴訥、安茹、曼恩和巴約的軍隊組成。巴約人（來自巴約的男人）是撒克遜人，他們尤其是被布列塔尼人所擊潰。雙方軍隊進行了三天的戰鬥，直至瓦羅克二世為瓦納向希爾佩里克一世投降，並將他的兒子作為人質及同意每年進貢。瓦羅克二世後來破壞誓言，但是希爾佩里克一世仍可保存對布列塔尼的統治，在貝南蒂烏斯·福圖內特斯為此慶祝的詩中證明了這點。
希爾佩里克一世的生平大部分是來自都爾的額我略所寫的法蘭克人史。與其兄貢特拉姆相反，額我略稱希爾佩里克一世為“當時的尼祿和希律”（第VI章46段）。希爾佩里克一世惹怒額我略是因為他從奧斯特拉西亞王國搶奪都爾，奪取教會的財產，並任命為非神職人員的宮殿貴族成為主教。都爾的額我略還反對希爾佩里克一世試圖教導三位一體的新理論。
希爾佩里克一世統治期間引入拜占庭帝國挖眼的刑罰，縱使如此，他仍是一個較有文化的國王。希爾佩里克一世不單是一位有天份的音樂家，又懂得作詩，也嘗試對法蘭克字母進行改革，希爾佩里克一世亦對薩利克法的敕令進行修改，規定死者如無子嗣，土地可改由其女兒繼承，而不再交還公社，以減輕對女性的不公平。

## 死亡

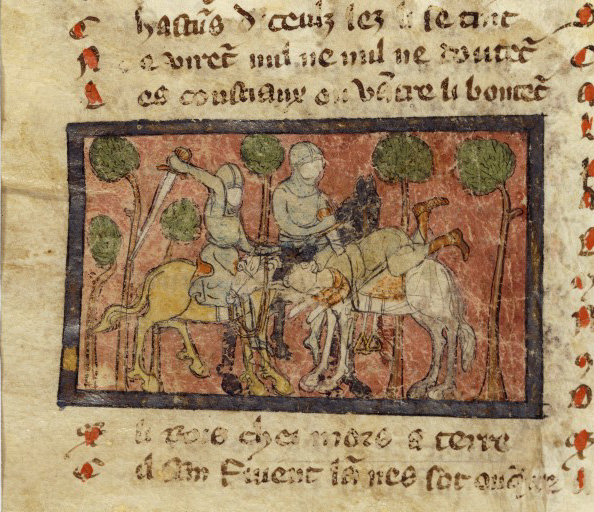
记载了希尔佩里克一世死亡的一幕的画像，1314年。

584年9月28日，希爾佩里克一世前去狩猎完毕返回他在谢勒的皇家别墅。黄昏时分，他的仆人帮助他下了马，一个名为法尔科的男子突然冲出来，拿着刀刺向国王腋下的腹部，直进胃部。然后，刺客设法逃脱成功，最后没有被找到。他的女兒瑞貢德正前去西班牙嫁給西哥德國王利奧維吉爾德的兒子雷卡雷德一世的旅程，他的士兵盜取嫁妝並逃去。瑞貢德在圖盧茲被扣留，至585年才能回國。王位由希爾佩里克一世初生的兒子克洛泰爾二世繼承。

## 家庭
希尔佩里克有三個妻子，子女众多，但只有幼子克洛泰爾二世当上了国王。
- 奧多維拉（英语：Audovera），第一任妻子，他們二人共有五名子女。
  - 提烏德貝爾特（英语：Theudebert of Soissons）（552年—575年），於575年在攻打奧斯特拉西亞期間被殺。
  - 墨洛維（553年—577年），曾迎娶伯娘布倫希爾德而成為父親的敵人，於578年吩咐自己的僕人將他殺死。
  - 克洛維（557年—580年），於580年被芙蕾德貢德暗殺。
  - 希爾德絲特（557年—？），因她在幼年的不正當洗禮導致母親奧多維拉被迫至修道院，與母親同為修女，因痢疾而早夭。
  - 巴西娜（英语：Basina, daughter of Chilperic I）（560年—620年），修女，589年領導普瓦圖修道院的叛亂。

- 加爾斯溫特（英语：Galswintha），西哥特公主，布倫希爾德的姊姊，第二任妻子，兩人並無子女。

- 芙蕾德貢德（英语：Fredegund），第三任妻子，他們二人共有六名以上的子女。
  - 瑞貢德（英语：Rigunth）（569年—589年）
  - 薩姆森（約573年—577年），早夭
  - 克洛德貝爾特（570年/572年—580年），早夭
  - 西吉貝爾特（580年），早夭
  - 提烏德里克（582年—584年），早夭
  - 克洛泰爾二世（584年—629年），其後繼任成為國王，最後統一法蘭克王國。